# 錫內維爾
48°29′48″N 23°36′52″E / 48.49667°N 23.61444°E

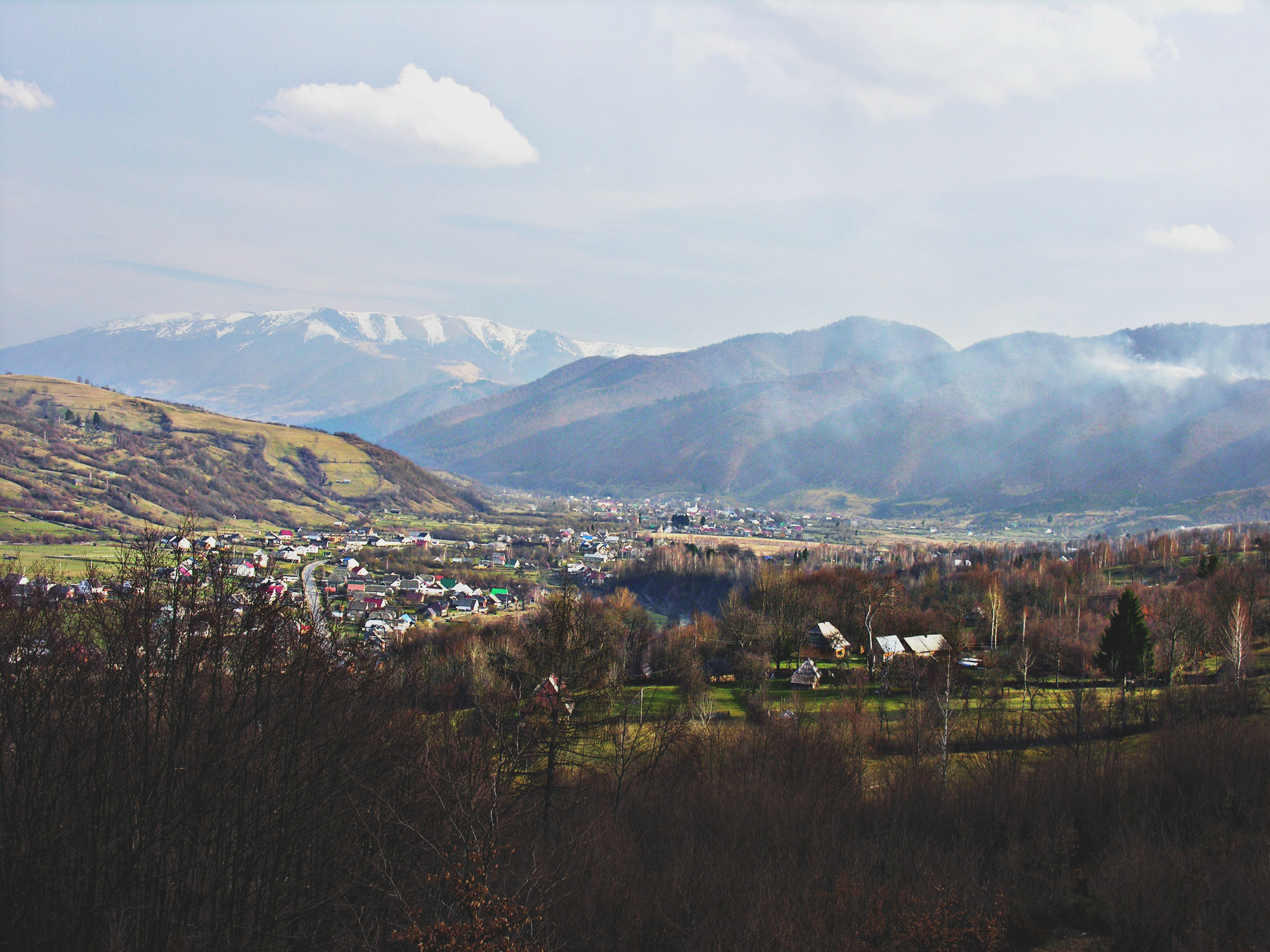
全景图

锡内維爾（烏克蘭語：Синевир），是烏克蘭西部外喀爾巴阡州胡斯特區锡内维尔市镇内的村落及其行政中心。處於捷列布利亞河畔，海拔高度659米，2001年人口4,805。